# Prerogatief
Een prerogatief, van het Latijnse praerogativa en het Franse prérogative, is in het staatsrecht en het bestuursrecht een recht dat aan een bestuurder of autoriteit met uitsluiting van alle anderen, is opgedragen.
Het begrip wordt vooral in samenhang met de rechten van de kroon of van de koning in het bijzonder gebruikt. In het verleden waren het recht op gratie, het verlenen van adeldom of het voeren van een  buitenlands beleid koninklijke prerogatieven. In Engeland was het prerogatief de aan de kroon voorbehouden bevoegdheden buiten en ter aanvulling van de wet. Gekend waren de traditionele douanerechten, bekend als "tonnen en ponden". In Nederland heeft de koning geen prerogatieven meer, deze zijn sinds de grondwetshervorming van Thorbecke in 1848 overgegaan op de Kroon als bestuursorgaan.
De Britse koningen hebben nog wel tal van prerogatieven, maar deze worden in hun naam door de ministers-presidenten van hun koninkrijken, het Verenigd Koninkrijk, Canada, Nieuw-Zeeland en Australië uitgeoefend.